# 美しい日本に出会う旅
『美しい日本に出会う旅』（うつくしいにっぽんにであうたび）は、BS-TBSで2012年10月から放送されている紀行・ドキュメンタリー・教養番組である。キャッチコピーは『にっぽんを、記憶する旅へ。』。
初代 旅の案内人の中村勘九郎時代は、タイトルが『美しい日本に出会う旅 〜勘九郎 街道をゆく〜』（うつくしいにっぽんにであうたび かんくろう かいどうをゆく）であったが、二代目に引き継がれて以降は、『美しい日本に出会う旅』のみとなった。
日本の古い街道や町並みに残る、暮らしや食文化などを紹介している。「旅の案内人」として語りを務めるのは、歌舞伎役者の中村勘九郎。第1回・第20回・第41回・第77回・第84回・第105回には、勘九郎が旅人として出演している（逆にいうと「勘九郎」の冠番組ではあるが、本人が現地レポ出演する回が稀である）。
第77回では、勘九郎の旅に弟・中村七之助がナレーションを担当するという兄弟共演が実現した。
勘九郎の最終回にあたる第111回では、勘九郎と七之助が兄弟で旅人として出演した。番組内で七之助へ旅の案内人を引き継ぐことが発表され、2015年4月放送分より、七之助が語りを勤めている。
2017年4月（第191回）放送より、旅の案内人（ナレーション）の担当が、中村七之助から 井上芳雄＆高橋一生＆瀬戸康史の3人に変更される事が3月13日の記事にて発表された。『3人はそれぞれの登場回でナレーターを担当する』とのこと。
2018年10月3日より、月〜金曜19:30〜21:00に、報道1930を編成する関係で、放送時間が21:00〜21:54に変更になる。
2021年10月2日のSP版で高橋が卒業。同月6日から松下洸平がナレーションに加入。OPテーマ曲を大橋トリオが担当する。

## 出演者
- 初代 旅の案内人 - 中村勘九郎　2012年（平成24年）10月3日 - 2015年（平成27年）3月25日
- 二代目 旅の案内人 - 中村七之助　2015年（平成27年）3月25日 - 2017年（平成29年）3月29日
- 三代目 旅の案内人・3人交替制 - 井上芳雄・高橋一生・瀬戸康史　2017年（平成29年）4月5日 - 2021年（令和3年）10月2日
- 四代目 旅の案内人・3人交替制 - 井上芳雄・瀬戸康史・松下洸平　2021年（令和3年）10月6日 -

## テーマ曲
- オープニングテーマ - 大橋トリオ「黄昏メロウ」
- エンディングテーマ - Kitri「時の詩」

### 過去のテーマ曲
- オープニングテーマ - 土岐麻子「イージュー★ライダー」
  - 2012年に発表されたアルバム『カセットフル・デイズ』に収録されている。
- エンディングテーマ - 沖仁「My way 〜Mi camino〜」
  - 2011年に発表されたアルバム『Concierto 〜魂祭〜』に収録されているが、番組で使用されているバージョンとはやや異なる。

## 放送ラインナップ

### 2012年
| 2012年 第1回 - 第11回 | 2012年 第1回 - 第11回 | 2012年 第1回 - 第11回                             | 2012年 第1回 - 第11回         | 2012年 第1回 - 第11回 |
| 放送 回数             | 放送日                | 番組内容                                          | 紹介された 施設の 都道府県    | 備考                  |
| --------------------- | --------------------- | ------------------------------------------------- | ----------------------------- | --------------------- |
| 1                     | 10月03日              | 勘九郎 箱根の休日 憧れの名湯と美食めぐりの旅      | 神奈川県                      | 初回放送。            |
| 2                     | 10月10日              | 熊野古道・世界遺産の旅 伊勢志摩 紀伊半島をめぐる  | 三重県                        |                       |
| 3                     | 10月24日              | ぬくもりの名旅館へ 東北・信州の名湯から長崎への旅 | 青森県 宮城県 兵庫県 佐賀県   |                       |
| 4                     | 10月31日              | 火の国・熊本へ 秘湯と絶景 阿蘇の恵みに出会う      | 熊本県 大分県                 |                       |
| 5                     | 11月07日              | 世界遺産・日光 うるわしの滝と秘湯の楽園           | 栃木県                        |                       |
| 6                     | 11月14日              | しまなみ海道から 道後温泉へ                       | 愛媛県                        |                       |
| 7                     | 11月21日              | 七つの城と 手しごとの秋物語                       | 石川県 青森県 和歌山県 福島県 |                       |
| 8                     | 11月28日              | 上州群馬 ぬくもりの名湯めぐり                     | 群馬県                        |                       |
| 9                     | 12月05日              | 紅葉の京都へ 嵯峨・嵐山 やすらぎの秋旅            | 京都府                        |                       |
| 10                    | 12月12日              | 冬の温泉さんぽ 上信越・東北の名湯へ               | 山形県 長野県 群馬県 宮城県   |                       |
| 11                    | 12月19日              | 豊穣の国 越後へ 冬の海幸山幸を訪ねて              | 新潟県                        |                       |

### 2013年
| 2013年 第12回 - 第55回 | 2013年 第12回 - 第55回 | 2013年 第12回 - 第55回                                     | 2013年 第12回 - 第55回        | 2013年 第12回 - 第55回   |
| 放送 回数              | 放送日                 | 番組内容                                                   | 紹介された 施設の 都道府県    | 備考                     |
| ---------------------- | ---------------------- | ---------------------------------------------------------- | ----------------------------- | ------------------------ |
| 12                     | 01月09日               | 神戸・有馬温泉 憧れの休日 姫路城から播磨路をゆく           | 兵庫県                        |                          |
| 13                     | 01月16日               | 富士山絶景めぐり 日本一の山を味わいつくす旅                | 山梨県                        |                          |
| 14                     | 01月23日               | 城崎温泉から丹波へ 冬の美食と天空の城に出会う              | 兵庫県                        |                          |
| 15                     | 01月30日               | 冬の津軽 海峡まぐろとぬくもりの千人風呂                    | 青森県                        |                          |
| 16                     | 02月06日               | 初春の金沢をゆく 氷見の寒ぶり 湯けむりの加賀へ             | 富山県 石川県                 |                          |
| 17                     | 02月13日               | にっぽんの冬景色 冬ごもりの味覚と雪見の絶景                | 群馬県 京都府 秋田県          |                          |
| 18                     | 02月20日               | 愛知 知多・渥美半島 江戸の手しごととふぐの楽園             | 愛知県                        |                          |
| 19                     | 02月27日               | 早春の伊豆へ 金目鯛と桜色の半島を行く                      | 静岡県                        |                          |
| 20                     | 03月06日               | 勘九郎が旅する仙台・松島 ～伊達政宗が愛した名湯・絶景へ    | 宮城県                        |                          |
| 21                     | 03月13日               | 湯の国・大分へ 別府地獄めぐりとなごみの湯布院              | 大分県                        |                          |
| 22                     | 03月20日               | 心満ちる伊勢志摩 絶景の島々"美味し国"をゆく                | 三重県                        |                          |
| 23                     | 03月27日               | 鎌倉から三浦半島へ 春色に染まる半島縦断の旅                | 神奈川県                      |                          |
| 24                     | 04月10日               | 静岡 富士と名水めぐり 春うららか東海道をゆく               | 静岡県                        |                          |
| 25                     | 04月17日               | 春の福岡 名所めぐり 玉露の里と水郷の城下町へ               | 福岡県                        |                          |
| 26                     | 06月26日               | 春の淡路島と明石・鳴門 桜鯛の海峡をゆく                    | 兵庫県 徳島県                 |                          |
| 27                     | 05月01日               | 日本一の琵琶湖さんぽ 湧水の里と世界遺産をゆく              | 滋賀県                        |                          |
| 28                     | 05月08日               | 京都 奈良 吉野 絶景 古都の桜めぐり                         | 奈良県 京都府                 |                          |
| 29                     | 05月15日               | 桃の香誘う 甲州 絶品ワインと信玄ゆかりの名湯へ             | 山梨県                        |                          |
| 30                     | 05月29日               | みちのく福島 花と神さまのいる里めぐり                      | 福島県                        |                          |
| 31                     | 06月05日               | 絶景でつなぐ日本の四季 京都・鎌倉・日光・・・１２の極上旅  | 奈良県 神奈川県 京都府 青森県 |                          |
| 32                     | 06月12日               | 新緑の岩手をゆく 宮沢賢治が夢みたイーハトーブへ            | 岩手県                        |                          |
| 33                     | 06月19日               | 多摩川の源流をめざして 緑の絶景！知られざる東京めぐり      | 神奈川県 東京都               |                          |
| 34                     | 07月03日               | 夏、憧れの北アルプスへ 白川郷・飛騨高山・上高地            | 岐阜県 長野県                 |                          |
| 35                     | 07月10日               | 日本三景・天橋立へ ～京都・舟屋の里と絶品！海の幸          | 福井県 京都府                 |                          |
| 36                     | 07月17日               | 雨の花咲く利根川めぐり にぎわいの成田山と水郷の小江戸      | 千葉県                        |                          |
| 37                     | 07月24日               | 海と太陽の国 香川 うどんと手しごとに出会う夏               | 香川県                        |                          |
| 38                     | 07月31日               | 桃太郎の国・岡山 ぐるり岡山・倉敷 真夏の果実と瀬戸内の絶景 | 岡山県                        |                          |
| 39                     | 08月21日               | 涼を求めて夏の信州へ 安曇野・松本・美ヶ原                  | 長野県                        |                          |
| 40                     | 08月28日               | 夏の能登半島へ 海女さんの島とあばれ祭り                    | 石川県                        |                          |
| 41                     | 09月11日               | 勘九郎がゆく出雲大社 ６０年ぶりの遷宮と縁結びの神々        | 島根県                        |                          |
| 42                     | 09月25日               | 青森・下北半島 絶品ウニと最果ての絶景めぐり                | 青森県                        |                          |
| 43                     | 10月02日               | 土佐の清流 四万十川くだり 伝統の鮎漁と山里の絶景           | 高知県                        |                          |
| 44                     | 10月09日               | 世界遺産 富士山スペシャル 湧水の絶景と火口樹海さんぽ       | 静岡県 山梨県                 | 2時間SP（19:00 - 20:54） |
| 45                     | 10月16日               | 秋香る山形 湯けむりの蔵王から秘湯・肘折温泉へ              | 山形県                        |                          |
| 46                     | 10月23日               | 港町 横浜さんぽ 異国情緒感じる大人の休日                   | 神奈川県                      |                          |
| 47                     | 10月30日               | 愛知 岡崎・犬山 秋の名城めぐりと焼き物の里                 | 愛知県 岐阜県                 |                          |
| 48                     | 11月06日               | 京都 秘密の月見旅 名月を味わう古都百景                     | 京都府                        |                          |
| 49                     | 11月13日               | 秋の九州 大分から宮崎へ 絶品ふぐと神々の絶景               | 大分県 宮崎県                 |                          |
| 50                     | 11月20日               | ぬくもりの栃木路 益子焼の里と那須の秘湯めぐり              | 栃木県                        |                          |
| 51                     | 11月27日               | 長崎・五島列島へ 極上クエ鍋とのんびり島めぐり              | 長崎県                        |                          |
| 52                     | 12月04日               | 憧れの紅葉 絶景スペシャル 京都・日光・奥入瀬・北アルプス   | 富山県 京都府 秋田県 愛知県   | 2時間SP（19:00 - 20:54） |
| 53                     | 12月11日               | 瀬戸内の楽園 小豆島へ オリーブグルメと奇岩の大渓谷         | 香川県                        |                          |
| 54                     | 12月18日               | 不思議の国 鳥取へ 日本海の美食と名湯巡り                   | 鳥取県                        |                          |
| 55                     | 12月25日               | 山口 贅を極めた冬の休日 絶品ふぐと極上のおもてなし         | 山口県                        |                          |

### 2014年
| 2014年 第56回 - 第100回 | 2014年 第56回 - 第100回 | 2014年 第56回 - 第100回                                  | 2014年 第56回 - 第100回                   | 2014年 第56回 - 第100回  |
| 放送 回数               | 放送日                  | 番組内容                                                 | 紹介された 施設の 都道府県 （または海外） | 備考                     |
| ----------------------- | ----------------------- | -------------------------------------------------------- | ----------------------------------------- | ------------------------ |
| 56                      | 01月08日                | 初春の熊野三山めぐり 世界遺産 絶景の道                   | 奈良県 和歌山県                           |                          |
| 57                      | 01月15日                | 清流ながれる岐阜・美濃 千年つづく手しごとと里の恵み      | 岐阜県                                    |                          |
| 58                      | 01月22日                | 静かなる冬の国 福井 至福のかに料理と和のこころ           | 福井県                                    |                          |
| 59                      | 01月29日                | 茨城 冬の遺産めぐり 絶品アンコウ鍋・名瀑 袋田の滝        | 茨城県                                    |                          |
| 60                      | 02月05日                | 湯けむりにっぽん旅 九州から東北へ 美食と絶景の名湯めぐり | 兵庫県 大分県 栃木県 山形県               |                          |
| 61                      | 02月12日                | 岡山 山の宝さがし 倉敷から吹屋 絶景渓谷へ                | 岡山県                                    |                          |
| 62                      | 02月19日                | 冬、極上の熊本 憧れの黒川温泉と阿蘇の美食づくし          | 熊本県                                    |                          |
| 63                      | 02月26日                | 早春の伊豆へ 金目鯛と桜色の半島を行く                    | 静岡県                                    |                          |
| 64                      | 03月05日                | 絶景 にっぽんの冬 京都・金沢・流氷のオホーツク           | 京都府 富山県 青森県 北海道               |                          |
| 65                      | 03月12日                | 早春の鹿児島へ 幻のたけのこと日本一の桜島大根            | 鹿児島県                                  |                          |
| 66                      | 03月19日                | 春待ちの奈良 東大寺お水取りと炎の鬼まつり                | 奈良県                                    |                          |
| 67                      | 03月26日                | 春の房総半島ぐるり 花摘みの里とおいしい漁港めぐり        | 千葉県                                    |                          |
| 68                      | 04月09日                | 箱根から伊豆・修善寺へ 春の湯めぐり花めぐり              | 神奈川県 静岡県                           |                          |
| 69                      | 04月16日                | 春を待つ北の国へ 会津の里ごはんと米沢の秘湯              | 福島県 山形県                             |                          |
| 70                      | 04月23日                | 静岡 春の旬めぐり 黒潮の初鰹とひょっとこ祭り             | 静岡県                                    |                          |
| 71                      | 04月30日                | 絶景・海の和歌山 旬の桜鯛と白い渚の楽園                  | 和歌山県                                  |                          |
| 72                      | 05月07日0               | 京都 極上の桜旅 咲き誇れ！古都の三名桜・洛西の花見山     | 京都府                                    |                          |
| 73                      | 05月14日                | 富山 春のお宝探し 絶景チューリップと青い海の宝石         | 富山県                                    |                          |
| 74                      | 05月21日                | 新緑のにっぽん散歩 京都・上高地…風薫るふるさとへ         | 岩手県 福井県 京都府 長野県               |                          |
| 75                      | 05月28日                | 佐賀 有明海から玄界灘へ 海の美食と殿様の麗しき遺産       | 佐賀県                                    |                          |
| 76                      | 06月04日                | 感動の世界遺産１０景 京都・厳島神社・白神山地へ          | 広島県 青森県                             |                          |
| 77                      | 06月18日                | 勘九郎がゆく愛媛 松山・内子・宇和島                      | 愛媛県                                    |                          |
| 78                      | 06月25日                | 初夏の信州安曇野へ 北アルプス絶景めぐりと田舎ごはん      | 長野県                                    |                          |
| 79                      | 07月16日                | 彩の国 手しごと巡礼 花と新緑の川越・秩父                 | 埼玉県                                    |                          |
| 80                      | 07月23日                | 夏の新潟へ 錦鯉泳ぐ棚田と大花火                          | 新潟県                                    |                          |
| 81                      | 07月30日                | 島根 隠岐の島めぐり 絶品岩がきとキンニャモニャ踊り       | 島根県                                    |                          |
| 82                      | 08月13日                | 夏、福岡へ 黒ダイヤ輝く炭都と博多山笠                    | 福岡県                                    |                          |
| 83                      | 08月20日                | 吉野川藍色紀行 まぼろしの茶と絶景の秘境・祖谷            | 徳島県                                    |                          |
| 84                      | 08月27日                | 勘九郎ニューヨークをゆく 海を渡った美しいにっぽん        | アメリカ合衆国・ニューヨーク              | 番組初となる海外ロケ     |
| 85                      | 09月03日                | 京都 極上の夏づくし 祇園祭と涼をあそぶ十の知恵           | 京都府                                    |                          |
| 86                      | 09月10日                | 実りをまつ秋田 稲穂の海と竿燈まつり                      | 秋田県                                    |                          |
| 87                      | 09月17日                | 秋こそ泊まりたい名旅館 秘湯・美食・絶景の旅              | 岡山県 三重県 石川県 山形県               |                          |
| 88                      | 09月24日                | 秋香る飛騨路 下呂温泉と日本一の滝めぐり                  | 岐阜県                                    |                          |
| 89                      | 10月01日                | 東北の秘境 奥会津へ 絶景遺産！美しい村めぐり             | 福島県                                    |                          |
| 90                      | 10月08日                | 美味しい秋の京都旅行 今こそ味わいたい！名月と憧れ美食    | 京都府                                    |                          |
| 91                      | 10月15日                | 日本一早い秋の北海道へ 大雪山の紅葉と富良野の実り        | 北海道                                    |                          |
| 92                      | 10月22日                | 秋、心うるおす行楽案内 美味しい島と懐かしい里へ          | 栃木県 長崎県 新潟県 香川県               |                          |
| 93                      | 10月29日                | 幸せの国 福井 職人の楽園と幻の海幸山幸                   | 福井県                                    |                          |
| 94                      | 11月05日                | 秘密の東京ものがたり 憧れ銀座と江戸の粋                  | 東京都                                    |                          |
| 95                      | 11月12日                | 北信州そば街道 聖地・戸隠神社と松茸の楽園                | 長野県                                    |                          |
| 96                      | 11月19日                | いやしの和歌山 奇祭 笑い祭りと聖地高野山                 | 和歌山県                                  |                          |
| 97                      | 12月03日                | 憧れの紅葉 絶景スペシャル 京都・湯布院・金沢・昇仙峡     | 京都府 大分県 石川県 奈良県               | 3時間SP（18:00 - 20:54） |
| 98                      | 12月10日                | 知られざる大阪へ 住吉大社とレトロ建築めぐり              | 大阪府                                    |                          |
| 99                      | 12月17日                | 紅葉の宮島と尾道坂道さんぽ                               | 広島県                                    |                          |
| 100                     | 12月24日                | 勘九郎が出会ったにっぽん 祝・百回！ゆかいな日本再発見    | 鹿児島県 鳥取県 福島県 兵庫県             | 通算100回目の放送。      |

### 2015年
| 2015年 第101回 - 第41回 | 2015年 第101回 - 第41回 | 2015年 第101回 - 第41回                                          | 2015年 第101回 - 第41回     | 2015年 第101回 - 第41回  |
| 放送 回数               | 放送日                  | 番組内容                                                         | 紹介された 施設の 都道府県  | 備考                     |
| ----------------------- | ----------------------- | ---------------------------------------------------------------- | --------------------------- | ------------------------ |
| 101                     | 01月07日                | 新春！福を招く初詣の旅 世界遺産・京都と全国開運めぐり            | 愛知県 長野県 京都府        |                          |
| 102                     | 01月14日                | みちのく湯けむり紀行 ぬくもりの名湯・美食の宿へ                  | 青森県 秋田県 山形県 福島県 |                          |
| 103                     | 01月21日                | 冬、味わい深き出雲へ 世界遺産石見銀山と蟹づくしの湯              | 島根県                      |                          |
| 104                     | 01月28日                | ぐるり伊豆半島 祝いの潮鰹と日本一の千人風呂                      | 静岡県                      |                          |
| 105                     | 02月04日                | 勘九郎 冬の京都さんぽ 憧れの祇園と知られざる清水寺               | 京都府                      |                          |
| 106                     | 02月11日                | 今年行きたい憧れの地へ 京都・安曇野・四万十川…四季の極上旅       | 京都府 長野県 愛媛県        |                          |
| 107                     | 02月18日                | 早春の長崎・島原半島 雲仙地獄と豪快ふぐ三昧                      | 長崎県                      |                          |
| 108                     | 02月25日                | 群馬 絹の三都物語 絶景 赤城山と春を呼ぶ火投げ祭                  | 群馬県                      |                          |
| 109                     | 03月04日                | 古都奈良から伊勢神宮へ 国宝室生寺と伊賀の土鍋ごはん              | 奈良県 三重県               |                          |
| 110                     | 03月18日                | 今年行きたい！金沢・能登・富山 北陸の美食絶景めぐり              | 富山県 石川県               |                          |
| 111                     | 03月25日                | 勘九郎・七之助の休日 絶景の瀬戸内海・国宝の島へ                  | 広島県 愛媛県               |                          |
| 112                     | 04月01日                | 発見！たのしい兵庫 日本一の温泉村と赤穂浪士のお宝                | 兵庫県                      |                          |
| 113                     | 04月08日                | 春をめぐる七つの旅 梅・桜・椿！満開の花と美食の地                | 兵庫県 東京都 長野県        |                          |
| 114                     | 04月15日                | 春満開！九州縦断の旅 のんびり湯めぐり春味めぐり                  | 福岡県 熊本県 鹿児島県      |                          |
| 115                     | 04月29日                | 大分 国東半島ふしぎ旅 鬼が駈ける春祭りと絶景の宿坊へ             | 大分県                      |                          |
| 116                     | 05月06日                | 満開！さくらの姫路城 花咲く錦帯橋と倉敷川舟めぐり                | 山口県 岡山県 兵庫県        |                          |
| 117                     | 05月13日                | 古都 鎌倉と江戸の桜 八重・夜桜・散る桜・・・絶景桜めぐり         | 神奈川県 東京都             |                          |
| 118                     | 05月20日                | 風薫る琵琶湖めぐり 国宝・彦根城と秀吉が愛したビロード            | 滋賀県                      |                          |
| 119                     | 06月03日                | 北陸新幹線が結ぶ絶景旅 新緑の北アルプスと善光寺の御開帳          | 長野県 新潟県 富山県        |                          |
| 120                     | 06月17日                | 潮風薫る湘南 新緑の鎌倉から憧れの湯座敷へ                        | 神奈川県                    |                          |
| 121                     | 06月24日                | 夏の高知、足摺岬へ 黒潮が生んだ土佐美人と炎の鰹づくし            | 高知県                      |                          |
| 122                     | 07月01日                | 夏景色をたどる旅 花咲く白馬の森と緑の聖地・奥入瀬                | 長野県 岡山県 青森県        |                          |
| 123                     | 07月08日                | 京都 夏色めぐり 青もみじ狩りと祇園祭の町家さんぽ                 | 京都府                      |                          |
| 124                     | 07月22日                | 茨城 潮風の休日 日本一のメロン王国と渚の貝づくし                 | 茨城県                      |                          |
| 125                     | 07月29日                | 憧れ！夏の北海道へ 小樽ロマンと涼風の楽園ニセコ                  | 北海道                      |                          |
| 126                     | 08月05日                | 夏の東北 海めぐり山めぐり 出羽三山 天空の楽園とリアス絶景海岸    | 岩手県 山形県               |                          |
| 127                     | 08月19日                | 世界遺産 熊野古道をゆく 那智の火祭りと日本一の生マグロ           | 和歌山県                    |                          |
| 128                     | 08月26日                | 疲労回復！夏の静岡へ 家康が愛した花火とのんびり大井川鐵道        | 静岡県                      |                          |
| 129                     | 09月02日                | ひとあし早い秋案内 日本一早い紅葉と京都・松茸づくし              | 大分県 京都府               |                          |
| 130                     | 09月09日                | 七之助がゆく世界遺産 日光 東照宮400年祭と秋の日光名物めぐり      | 栃木県                      |                          |
| 131                     | 09月16日                | 長崎 モダンな休日 世界遺産 軍艦島とゆかいな皿踊り                | 長崎県                      |                          |
| 132                     | 09月23日                | 再発見！秋色の鳥取 傘の花咲く砂丘とおいしい民藝王国              | 鳥取県                      |                          |
| 133                     | 09月30日0               | 秋田 絶景秘湯めぐり 黄金輝く祭りばやしと抱返り渓谷の殿様湯       | 秋田県                      |                          |
| 134                     | 10月14日                | 秋にかがやく北陸へ おわら風の盆と秋一番の蟹づくし                | 石川県 富山県               |                          |
| 135                     | 10月21日                | 幸せの楽園 宮崎日南海岸 解禁！秋の伊勢海老と縁結び乙姫伝説       | 宮崎県                      |                          |
| 136                     | 10月28日                | 秋深まる群馬 伊香保温泉から草紅葉の尾瀬へ                        | 群馬県                      |                          |
| 137                     | 11月11日                | 京都・金沢 秋の古都さんぽ 美食と名湯！知られざる古都のおもてなし | 石川県 京都府               |                          |
| 138                     | 11月18日                | 晩秋の瀬戸内・香川へ 開運こんぴら参りと盆栽の楽園                | 香川県                      |                          |
| 139                     | 12月02日                | おいしい冬の旅カレンダー 解禁！日本海の旬と湯けむり三昧          | 兵庫県 長野県 富山県 山口県 |                          |
| 140                     | 12月09日                | 憧れの紅葉 絶景スペシャル 錦秋の北アルプス・京都・奈良           | 京都府 福島県 奈良県 長野県 | 2時間SP（19:00 - 20:54） |
| 141                     | 12月23日                | 秩父夜祭と上州名物めぐり 絶品下仁田ねぎと冬桜咲く鬼の里          | 群馬県 埼玉県               |                          |

### 2016年
| 2016年 第142回 - 第179回 | 2016年 第142回 - 第179回 | 2016年 第142回 - 第179回                                       | 2016年 第142回 - 第179回    | 2016年 第142回 - 第179回                            |
| 放送 回数                | 放送日                   | 番組内容                                                       | 紹介された 施設の 都道府県  | 備考                                                |
| ------------------------ | ------------------------ | -------------------------------------------------------------- | --------------------------- | --------------------------------------------------- |
| 142                      | 01月13日                 | 開運！福を招く初詣の旅 憧れの伊勢・出雲と京都干支あそび        | 島根県 三重県 京都府        |                                                     |
| 143                      | 01月20日                 | 初春を味わう名旅館 信州・北陸・東北・伊豆半島へ                | 長野県 石川県 青森県 静岡県 |                                                     |
| 144                      | 01月27日                 | 手しごと王国 岩手 粋な南部火消しと日本一のもち文化             | 岩手県                      |                                                     |
| 145                      | 02月03日                 | 憧れの九州横断スペシャル 長崎・佐賀・福岡 名湯と美食遺産       | 福岡県 佐賀県 長崎県        |                                                     |
| 146                      | 02月17日                 | 華麗なる西の京 山口 雪の錦帯橋と瀬戸内みかん島                 | 山口県                      |                                                     |
| 147                      | 03月02日                 | 七之助がゆくお伊勢参り 至福！松阪牛と憧れの伊勢神宮            | 三重県                      |                                                     |
| 148                      | 03月16日                 | 黒潮が運ぶ春の絶景旅 土佐・和歌山・房総 海幸めぐり             | 和歌山県 千葉県             |                                                     |
| 149                      | 03月23日                 | 春待つ雪国 山形 雪旅籠の灯りと秘密の森のシロップ               | 山形県                      |                                                     |
| 150                      | 03月30日                 | 春！日本一の温泉めぐり 秘湯・名湯・スリル満点！野天風呂        | 長崎県 静岡県 秋田県 島根県 |                                                     |
| 151                      | 04月13日                 | 春をめぐる七つの極上旅 京都 満開の桜と世界遺産の絶景へ         | 福岡県 佐賀県 新潟県 北海道 |                                                     |
| 152                      | 04月20日                 | 名僧に聞く！心の一字 日本の古寺をめぐる                        | なし                        | 2時間SP 前編（20:00 - 20:54） 後編（21:00 - 21:54） |
| 153                      | 04月20日                 | 名僧に聞く！心の一字 日本の古寺をめぐる                        | なし                        | 2時間SP 前編（20:00 - 20:54） 後編（21:00 - 21:54） |
| 154                      | 05月04日                 | いざ信州！真田の郷へ 花咲く上田城と勇壮！諏訪の御柱祭          | 長野県                      |                                                     |
| 155                      | 05月11日                 | もう一度会いたい！絶景桜 京都秘密の花園と天下一の桜めぐり      | 広島県 京都府 山梨県        |                                                     |
| 156                      | 05月18日                 | 新緑と水の国 岐阜へ 芭蕉のたらい舟と極厚！飛騨牛づくし         | 岐阜県 滋賀県               |                                                     |
| 157                      | 06月01日                 | おいしい肉旅・魚旅 ご当地自慢！初夏の絶品を訪ねて              | 高知県 岐阜県 三重県 茨城県 |                                                     |
| 158                      | 06月15日                 | 北海道新幹線が初めて走る夏 縦断！感動の青森・ロマンの函館      | 青森県 北海道               |                                                     |
| 159                      | 06月22日                 | 群馬 新緑の森めぐり 渓谷の野天風呂と森のカスタネット           | 群馬県                      |                                                     |
| 160                      | 06月29日                 | 夏の新潟 棚田から日本海へ 日本一の里山ごはんと憧れの古民家村   | 新潟県                      |                                                     |
| 161                      | 07月06日                 | 夏の京都のとっておき いよいよ祇園祭！青もみじ名所案内          | 滋賀県 京都府               |                                                     |
| 162                      | 07月20日                 | 夏の蔵王 温泉ぐるり旅 奇跡！江戸の蕎麦と田んぼ露天風呂         | 山形県 宮城県               |                                                     |
| 163                      | 07月27日                 | 夏祭りのにっぽん 熱狂の盆踊りと灼熱の手筒花火                  | 岐阜県 鳥取県 長野県 静岡県 |                                                     |
| 164                      | 08月10日                 | 七之助がゆく 聖地 高千穂 神秘の峡谷と心おどる！神々の宴        | 宮崎県                      |                                                     |
| 165                      | 08月17日                 | 発掘！三重で歴史さんぽ 家康と伊賀忍者の里！絶景の滝めぐり      | 三重県                      |                                                     |
| 166                      | 09月07日                 | 秋、１２の絶景をめぐる旅 世界遺産・知床から海の京都へ          | 京都府 長野県 岐阜県 北海道 |                                                     |
| 167                      | 09月21日                 | 爽快！ゆっくり旅する愛媛 道後温泉でお遍路！東洋のマチュピチュ  | 愛媛県                      |                                                     |
| 168                      | 09月28日                 | 全国おいしいごはん紀行 ネコが招く稲穂参りと幻のめしとも        | 京都府 大阪府 石川県        |                                                     |
| 169                      | 10月05日                 | 憧れ！天下一の秋旅へ 古都金沢・黄金の松島…三大武将の絶景遺産   | 石川県 山形県 宮城県        | 2時間SP 前編（20:00 - 20:54） 後編（21:00 - 21:54） |
| 170                      | 10月05日                 | 憧れ！天下一の秋旅へ 古都金沢・黄金の松島…三大武将の絶景遺産   | 石川県 山形県 宮城県        | 2時間SP 前編（20:00 - 20:54） 後編（21:00 - 21:54） |
| 171                      | 10月19日                 | ふしぎの国 房総半島へ 伊勢海老・金目鯛！神秘の絶景めぐり       | 千葉県                      |                                                     |
| 172                      | 10月26日                 | 驚きの日本一！秋の岡山へ 贅沢！マスカットの女王と殿様の鍵湯    | 岡山県                      |                                                     |
| 173                      | 11月02日                 | 日本縦断！７つの手しごと旅 秋に訪ねたい絶景と職人技の里        | 香川県 静岡県 栃木県 岩手県 |                                                     |
| 174                      | 11月09日                 | 絶景日和！ラク旅で行こう 錦秋の奥日光・小豆島・天空の信州へ    | 栃木県 長野県 香川県        | 2時間SP 前編（20:00 - 20:54） 後編（21:00 - 21:54） |
| 175                      | 11月09日                 | 絶景日和！ラク旅で行こう 錦秋の奥日光・小豆島・天空の信州へ    | 栃木県 長野県 香川県        | 2時間SP 前編（20:00 - 20:54） 後編（21:00 - 21:54） |
| 176                      | 11月23日                 | 萩・津和野 海と山の城下町へ 絶景！千本鳥居めぐりと幻の萩ガラス | 島根県 山口県               |                                                     |
| 177                      | 11月30日                 | いま注目！にっぽんの奥へ 奥能登・北信州・奥大和…美しき里探訪   | 長野県 石川県 大分県 奈良県 |                                                     |
| 178                      | 12月07日                 | 憧れの紅葉 １５の絶景スペシャル 京都・奥入瀬・湖東三山めぐり   | 青森県 新潟県 京都府 滋賀県 |                                                     |
| 179                      | 12月21日                 | 冬、福いっぱいの福井へ 豪快！越前がに尽くしと雲海の城          | 福井県                      |                                                     |

### 2017年
| 2017年 第180回 - 第219回 | 2017年 第180回 - 第219回 | 2017年 第180回 - 第219回                                             | 2017年 第180回 - 第219回      | 2017年 第180回 - 第219回                                                                    |
| 放送 回数                | 放送日                   | 番組内容                                                             | 紹介された 施設の 都道府県    | 備考                                                                                        |
| ------------------------ | ------------------------ | -------------------------------------------------------------------- | ----------------------------- | ------------------------------------------------------------------------------------------- |
| 180                      | 01月11日                 | 開運！福を招く初詣の旅 ご利益三昧！富士山・京都・神々の九州へ        | 京都府 神奈川県 福岡県        |                                                                                             |
| 181                      | 01月18日                 | ぬくもりの名旅館へ 信州・東北・九州…湯けむりの楽園                   | 長野県 秋田県 佐賀県 福島県   |                                                                                             |
| 182                      | 01月25日                 | 冬こそ日本一！富士山の旅 絶景逆さ富士と激ウマ静岡おでん              | 静岡県                        |                                                                                             |
| 183                      | 02月01日                 | 真冬の福岡・佐賀 美食めぐり 二刀流の青ガラスと有明海のかに御殿       | 福岡県 佐賀県                 |                                                                                             |
| 184                      | 02月15日                 | 温泉番付でめぐる東西の名湯 花咲きほこる早春の半島めぐり              | 兵庫県 群馬県 千葉県 神奈川県 | 3時間SP 前編（19:00 - 20:54） 後編（21:00 - 21:54）                                         |
| 185                      | 02月15日                 | 温泉番付でめぐる東西の名湯 花咲きほこる早春の半島めぐり              | 兵庫県 群馬県 千葉県 神奈川県 | 3時間SP 前編（19:00 - 20:54） 後編（21:00 - 21:54）                                         |
| 186                      | 02月22日                 | 冬の岐阜へ 白銀の氷瀑さんぽと女城主の城下町                          | 岐阜県                        |                                                                                             |
| 187                      | 03月15日                 | 春発見！日本縦断 釧路から鹿児島へ 白銀の絶景カヌーと薩摩ひな飾り     | 北海道 愛媛県 鹿児島県        | 2時間SP 前編（20:00 - 20:54） 後編（21:00 - 21:54）                                         |
| 188                      | 03月15日                 | 春発見！日本縦断 釧路から鹿児島へ 白銀の絶景カヌーと薩摩ひな飾り     | 北海道 愛媛県 鹿児島県        | 2時間SP 前編（20:00 - 20:54） 後編（21:00 - 21:54）                                         |
| 189                      | 03月22日                 | 湯けむりの大分へ 別府地獄めぐりと海と山の極楽ごはん                  | 大分県                        |                                                                                             |
| 190                      | 03月29日                 | 七之助 沖縄・楽園さんぽ 竹富島 心なごむ島時間と神々の芸能            | 沖縄県                        | この回で全47都道府県の訪問を達成した。                                                      |
| 191                      | 04月05日                 | 春を祝う淡路島へ 黄金のだんじり祭りと豪快！桜鯛そうめん              | 兵庫県                        |                                                                                             |
| 192                      | 04月19日                 | 春おいしい渥美半島へ 発見！海のお伊勢参りと神様の鯛                  | 愛知県                        |                                                                                             |
| 193                      | 05月03日                 | 絶景 古都・城下町の桜めぐり 京都から吉野、そして岐阜・長良川の旅     | 京都府 岐阜県                 | 2時間SP 前編（20:00 - 20:54） 後編（21:00 - 21:54）                                         |
| 194                      | 05月03日                 | 絶景 古都・城下町の桜めぐり 京都から吉野、そして岐阜・長良川の旅     | 京都府 岐阜県                 | 2時間SP 前編（20:00 - 20:54） 後編（21:00 - 21:54）                                         |
| 195                      | 05月17日                 | 若葉香る山梨 水晶輝く昇仙峡と絶景！身延山参り                        | 山梨県                        |                                                                                             |
| 196                      | 05月24日                 | 新緑の箱根から伊豆へ 爽快！箱根七湯めぐりと天城越え                  | 神奈川県 静岡県               |                                                                                             |
| 197                      | 05月31日                 | 発見！あなたの知らない大阪 絶品アナゴづくしと神秘の岩窟めぐり        | 大阪府                        |                                                                                             |
| 198                      | 06月14日                 | 新緑の絶景スペシャル 世界遺産・日光と九州・福岡美景めぐり            | 栃木県 福岡県                 | 2時間SP 前編（20:00 - 20:54） 後編（21:00 - 21:54）                                         |
| 199                      | 06月14日                 | 新緑の絶景スペシャル 世界遺産・日光と九州・福岡美景めぐり            | 栃木県 福岡県                 | 2時間SP 前編（20:00 - 20:54） 後編（21:00 - 21:54）                                         |
| 200                      | 06月21日                 | 信州 夏色絶景めぐり 絶品！安曇野アスパラと白馬ハイキング             | 長野県                        | 通算200回目の放送。                                                                         |
| 201                      | 07月26日                 | 夏の紀伊半島 名水の奈良へ 新鮮！夏ハモ夜市と夕涼み縁側さんぽ         | 和歌山県 奈良県               |                                                                                             |
| 202                      | 08月02日                 | 南国土佐 夏の高知へ 神秘の清流！仁淀川と夜灯りの極彩絵               | 高知県                        |                                                                                             |
| 203                      | 08月09日                 | 夏の秋田 秘湯めぐり旅 爽快！滝の露天風呂と秘密の元気めし             | 秋田県                        |                                                                                             |
| 204                      | 08月16日                 | 夏、憧れの北陸へ 緑まぶしい絶景渓谷と古都の岩がき                    | 石川県                        |                                                                                             |
| 205                      | 08月30日                 | 出雲から緑の奥出雲・石見へ 幻の生姜づくしと赤瓦の古民家ステイ        | 島根県                        |                                                                                             |
| 206                      | 09月06日                 | 絶景！火の国 阿蘇をぐるり 地獄蒸しの里と稲舞うおんだ祭り             | 熊本県                        |                                                                                             |
| 207                      | 09月13日                 | 高橋一生が旅する伊勢・熊野 感動！日本最古の温泉と神宿る滝へ          | 三重県 和歌山県               |                                                                                             |
| 208                      | 09月27日                 | 九州 地獄極楽めぐり 昭和レトロな港町と踊る子ぎつねの島               | 福岡県 大分県                 |                                                                                             |
| 209                      | 10月04日                 | 絶景！瀬戸康史が旅する北信州 極上の月をめぐる秋旅                    | 長野県 京都府 滋賀県          | 2時間SP 前編（20:00 - 20:54） 後編（21:00 - 21:54） この放送で番組開始から5周年が経過した。 |
| 210                      | 10月04日                 | 絶景！瀬戸康史が旅する北信州 極上の月をめぐる秋旅                    | 長野県 京都府 滋賀県          | 2時間SP 前編（20:00 - 20:54） 後編（21:00 - 21:54） この放送で番組開始から5周年が経過した。 |
| 211                      | 10月18日                 | 姫路 山めぐり海めぐり 絶景の古寺と秋香る島のオーベルジュ             | 兵庫県                        |                                                                                             |
| 212                      | 10月25日                 | ノスタルジック北茨城 国宝級の手しごとと懐かしの茅葺き民宿            | 茨城県                        |                                                                                             |
| 213                      | 11月15日                 | 秋のお宝スペシャル 絶景！出羽三山めぐりと京都・魅惑の名所めぐり      | 山形県 京都府                 | 2時間SP 前編（20:00 - 20:54） 後編（21:00 - 21:54）                                         |
| 214                      | 11月15日                 | 秋のお宝スペシャル 絶景！出羽三山めぐりと京都・魅惑の名所めぐり      | 山形県 京都府                 | 2時間SP 前編（20:00 - 20:54） 後編（21:00 - 21:54）                                         |
| 215                      | 11月22日                 | 愛媛 秋の名城めぐり 宇和島・松山・道後温泉でのんびりと               | 愛媛県                        |                                                                                             |
| 216                      | 11月29日                 | 絶景 晩秋から冬へ 紅葉の信州戸隠と静岡富士山美景めぐり               | 長野県 静岡県 京都府 石川県   |                                                                                             |
| 217                      | 12月06日                 | 佐賀・唐津 晩秋の城下町めぐり 鯛が踊る唐津くんちと玄界灘の美食づくし | 佐賀県                        |                                                                                             |
| 218                      | 12月13日                 | 憧れの紅葉 絶景スペシャル 京都・蔵王・北アルプス“天空の箱庭”へ       | 鳥取県 山形県 京都府 富山県   | 2時間SP（19:00 - 20:54）                                                                    |
| 219                      | 12月20日                 | おいしい国 新潟 白鳥舞う米の里と豪快！鮭づくし                       | 新潟県                        |                                                                                             |

### 2018年
| 2018年 第220回 - 第260回 | 2018年 第220回 - 第260回 | 2018年 第220回 - 第260回                                             | 2018年 第220回 - 第260回    | 2018年 第220回 - 第260回                            |
| 放送 回数                | 放送日                   | 番組内容                                                             | 紹介された 施設の 都道府県  | 備考                                                |
| ------------------------ | ------------------------ | -------------------------------------------------------------------- | --------------------------- | --------------------------------------------------- |
| 220                      | 01月03日                 | 開運！福を招く初詣の旅 憧れの伊勢・京都奈良・秩父三社                | 三重県 京都府 奈良県 埼玉県 |                                                     |
| 221                      | 01月10日                 | ぬくもりの初夢温泉 名湯・秘湯へ 雲上の絶景風呂とご利益満載！湯めぐり | 長野県 岩手県 栃木県        | 2時間SP 前編（19:00 - 19:54） 後編（20:00 - 20:54） |
| 222                      | 01月10日                 | ぬくもりの初夢温泉 名湯・秘湯へ 雲上の絶景風呂とご利益満載！湯めぐり | 長野県 岩手県 栃木県        | 2時間SP 前編（19:00 - 19:54） 後編（20:00 - 20:54） |
| 223                      | 01月17日                 | 2018年 四季の旅カレンダー 発見！今年行きたい絶景＆穴場案内           | 京都府 大阪府 高知県 兵庫県 |                                                     |
| 224                      | 01月24日                 | 井上芳雄が旅する九州・天草 海のごちそうと異国情緒あふれる楽園の島    | 熊本県                      |                                                     |
| 225                      | 02月07日                 | 瀬戸内のんびり島旅 豪快！踊るタコと港町ノスタルジー                  | 広島県                      |                                                     |
| 226                      | 02月14日                 | 鍋王国・冬の秋田へ 吠えるなまはげ兄弟とマタギの熊温泉                | 秋田県                      |                                                     |
| 227                      | 02月21日                 | 絶景 雪の富山 氷見の寒ブリ三昧と合掌造りの里                         | 富山県                      |                                                     |
| 228                      | 02月28日                 | 大阪・神戸のんびり散歩 灘の杉樽酒と幻の神戸牛パン                    | 大阪府 兵庫県               |                                                     |
| 229                      | 03月07日                 | 西郷さんが愛した鹿児島 発見！幻の愛犬と謎とき名湯めぐり              | 鹿児島県                    |                                                     |
| 230                      | 03月14日                 | 古都の梅めぐり 京都・奈良 天神さんの梅花祭と枝垂れ梅の絶景           | 京都府                      |                                                     |
| 231                      | 03月21日                 | 四季の旅王国 山形へ 奇祭！謎の傘おばけと蔵王のふわふわ温泉           | 山形県                      |                                                     |
| 232                      | 03月28日                 | 春の徳島・南阿波へ 元祖ビッグひな祭りとびっくり水軍料理              | 徳島県                      |                                                     |
| 233                      | 04月11日                 | 春開運！西国三十三所めぐり 日本一の観音様と花咲く桜鯛まつり          | 奈良県 和歌山県 大阪府      | 2時間SP 前編（20:00 - 20:54） 後編（21:00 - 21:54） |
| 234                      | 04月11日                 | 春開運！西国三十三所めぐり 日本一の観音様と花咲く桜鯛まつり          | 奈良県 和歌山県 大阪府      | 2時間SP 前編（20:00 - 20:54） 後編（21:00 - 21:54） |
| 235                      | 04月18日                 | 春爛漫！伊豆半島へ 絶景富士見の天城越えと巨大ガニ                    | 静岡県                      |                                                     |
| 236                      | 04月25日                 | 山梨 風薫る休日 信玄公のお宝めぐりと白州名水さんぽ                   | 山梨県                      |                                                     |
| 237                      | 05月09日                 | 春の東北 縦断スペシャル 絶景！三春の桜回廊と津軽・白神山地へ         | 福島県 青森県               | 2時間SP 前編（20:00 - 20:54） 後編（21:00 - 21:54） |
| 238                      | 05月09日                 | 春の東北 縦断スペシャル 絶景！三春の桜回廊と津軽・白神山地へ         | 福島県 青森県               | 2時間SP 前編（20:00 - 20:54） 後編（21:00 - 21:54） |
| 239                      | 05月30日                 | 新緑の茶どころ 福岡・佐賀へ 美肌の嬉野温泉と銘茶・手仕事めぐり       | 福岡県 佐賀県               |                                                     |
| 240                      | 06月20日                 | 新緑の栃木・那須へ 渓谷露天風呂と憧れの花めぐり滝めぐり              | 栃木県                      |                                                     |
| 241                      | 07月04日                 | 爽快青もみじ温泉 秘湯の旅 絶景アルプスを臨む雲上の露天風呂           | 富山県 新潟県               |                                                     |
| 242                      | 07月11日                 | 夏の極楽温泉の旅 日本一の湯！草津・別府で爽快地獄めぐり              | 大分県 群馬県               |                                                     |
| 243                      | 07月18日                 | 岐阜 なつかしの夏旅へ 絶景恵那峡クルーズと謎の五平餅                 | 岐阜県                      |                                                     |
| 244                      | 07月25日                 | 真夏の静岡旅へ 名水スイーツと家康の禅寺修行                          | 静岡県                      |                                                     |
| 245                      | 08月08日                 | 憧れの北海道 絶景スペシャル 函館から知床半島へまるごと横断旅         | 北海道                      | 2時間SP（19:00 - 20:54）                            |
| 246                      | 08月29日                 | 夏の山形 海から山へ 素潜り岩牡蠣と肘折温泉の灯籠さんぽ               | 山形県                      |                                                     |
| 247                      | 09月12日                 | ワンダーランド愛知へ 奥三河で発見！鮎滝・天狗なす・東照宮            | 愛知県                      |                                                     |
| 248                      | 09月19日                 | 初秋の福井へ 若狭の絶品ぐじと永平寺の大灯籠ながし                    | 福井県                      |                                                     |
| 249                      | 10月03日                 | 瀬戸康史が旅する金沢・能登 加賀百万石アートと躍動のキリコ祭り        | 石川県                      |                                                     |
| 250                      | 10月10日                 | 森と雅の京都スペシャル 古都を支えた森の秘密とガラスの茶苑            | 京都府                      |                                                     |
| 251                      | 10月17日                 | 岡山 倉敷から山へ 倉敷モダンとのれん揺れる城下町                     | 岡山県                      |                                                     |
| 252                      | 10月31日                 | 秋深まる福島 豪快けんか祭りと蔵王紅葉ハイキング                      | 福島県                      |                                                     |
| 253                      | 11月07日                 | 秋、神々が集う出雲へ えびす様の海幸とたたら製鉄の秘密                | 島根県                      |                                                     |
| 254                      | 11月14日                 | 紅葉のアルプス縦断 上高地・奈良井・絶景の巨大ダム                    | 長野県                      |                                                     |
| 255                      | 11月21日                 | ふしぎの国 にっぽん旅図鑑 厳選！知られざる秋の愉しみ探訪             | 京都府 滋賀県 大分県 鳥取県 |                                                     |
| 256                      | 11月28日                 | ぬくもりの岩手 世界遺産の絶景庭園と”南部”の秘密                      | 岩手県                      |                                                     |
| 257                      | 12月05日                 | 憧れの紅葉 絶景スペシャル 日光・京都・金沢・錦秋の奇岩めぐり         | 京都府 富山県 栃木県 奈良県 | 2時間SP（21:00 - 22:54）                            |
| 258                      | 12月12日                 | 井上芳雄が旅する京都 古都で知る美の秘密と美食の隠れ里                | 京都府 兵庫県               |                                                     |
| 259                      | 12月19日                 | 天と地を結ぶ島 壱岐 神主さんが踊る！古代ロマンと黄金の湯             | 長崎県                      |                                                     |
| 260                      | 12月26日                 | 冬、和みの和歌山へ 高野山 魅惑の宿坊と幻の魚クエ                     | 和歌山県                    |                                                     |

### 2019年
| 2019年 第261回 - 第303回 | 2019年 第261回 - 第303回 | 2019年 第261回 - 第303回                                              | 2019年 第261回 - 第303回    | 2019年 第261回 - 第303回 |
| 放送 回数                | 放送日                   | 番組内容                                                              | 紹介された 施設の 都道府県  | 備考                     |
| ------------------------ | ------------------------ | --------------------------------------------------------------------- | --------------------------- | ------------------------ |
| 261                      | 01月09日                 | 新春！開運温泉スペシャル 乳頭温泉郷・有馬・諏訪…憧れ名湯旅            | 秋田県 長野県 兵庫県 佐賀県 |                          |
| 262                      | 01月16日                 | ぬくもりの温泉王国をゆく 屈斜路湖の絶景風呂と薩摩ワイルド秘湯         | 北海道 鹿児島県             |                          |
| 263                      | 01月23日                 | 冬、マニアック高知 闘う軍鶏とこだわり夫婦の楽園宿                     | 高知県                      |                          |
| 264                      | 01月30日                 | 冬の東北から瀬戸内へ 絶景氷漠さんぽと陽だまり露天風呂                 | 秋田県 広島県 富山県 岐阜県 |                          |
| 265                      | 02月06日                 | 憧れの上越雪国たび 草津名湯めぐりと豪快！むこ投げ祭り                 | 群馬県 新潟県               |                          |
| 266                      | 02月13日                 | 春待ちの九州へ 憧れの別府・由布院・黒川温泉                           | 大分県 熊本県               |                          |
| 267                      | 02月20日                 | 奈良なつかし散歩 お守り五色鹿と幸せ呼ぶ鬼の火祭り                     | 奈良県                      |                          |
| 268                      | 03月06日                 | 早春ほころぶ京都へ 絢爛！雅なお雛さまと若冲が描く早春                 | 京都府                      |                          |
| 269                      | 03月13日                 | 春の高松から小豆島へ 絶景梅がゆとオリーブ島の絢爛歌舞伎               | 香川県                      |                          |
| 270                      | 03月20日                 | 春めぐり 徳島・伊豆半島 元祖ビッグひな祭りと春味絶品づくし            | 徳島県 静岡県               |                          |
| 271                      | 03月27日                 | 春を呼ぶ里 福井 なごりの越前蟹と春を送るお水送り                      | 福井県                      |                          |
| 272                      | 04月03日                 | 聖地めぐり 熱田神宮から伊勢へ 平成最後のお伊勢参りとびっくり名物三昧  | 愛知県 三重県               |                          |
| 273                      | 04月10日                 | 春爛漫 京都から近江へ 極上！初掘り筍と絶景のびわ湖ブルー              | 京都府 滋賀県               |                          |
| 274                      | 04月17日                 | 房総半島まんぷく横断旅 真っ赤な金目鯛とのんびり里山めぐり             | 千葉県                      |                          |
| 275                      | 05月01日                 | 南国九州・宮崎へ 絶景！縄文の森と秘境の温泉リゾート                   | 宮崎県                      |                          |
| 276                      | 05月08日                 | 絶景でめぐる桜の旅 京都・岐阜・三春憧れの桜あそび                     | 京都府 山梨県 福島県 長野県 |                          |
| 277                      | 05月15日                 | 福島 花めぐり湯めぐり 絶景の桃源郷と山桜のはちみつ酒                  | 福島県                      |                          |
| 278                      | 05月22日                 | 世界遺産・宮島から尾道へ 瀬戸内ラムネと「東京物語」の名旅館           | 広島県                      |                          |
| 279                      | 06月05日                 | 岩手 新緑の秘湯めぐり 雪の回廊と解禁！秘湯ワンダーランド              | 岩手県 秋田県               |                          |
| 280                      | 06月12日                 | 初夏、新緑の上高地へ 北アルプスの絶景秘湯と天空の花園                 | 長野県                      |                          |
| 281                      | 06月26日                 | 初夏の島根おどろき紀行 感動！十年に一度の奇祭とおいしい民藝           | 島根県                      |                          |
| 282                      | 07月03日                 | のんびり静岡・大井川鉄道の旅 湖上の絶景駅と美肌とろとろ寸又峡温泉     | 静岡県                      |                          |
| 283                      | 07月10日                 | 涼を求めて夏の奥飛騨へ 神秘！緑の滝めぐりと北アルプス絶景温泉         | 岐阜県                      |                          |
| 284                      | 07月17日                 | なつぞらの北海道へ 絶景！青い池と大雪山の名水デザート                 | 北海道                      |                          |
| 285                      | 07月24日                 | 発見！真夏の絶景スペシャル 仁淀ブルーの清流と飛騨高山の手筒花火       | 愛媛県 京都府 愛知県 静岡県 |                          |
| 286                      | 07月31日                 | 真夏の青森 太平洋から日本海へ 神秘！奥入瀬渓流の秘密と世界遺産の金鮎  | 青森県                      |                          |
| 287                      | 08月07日                 | 京都・金沢 夏色めぐり 加賀の夏しごとと祗園のふわふわかき氷            | 京都府 石川県               |                          |
| 288                      | 08月14日                 | 真夏の九州 長崎・阿蘇 雄大！緑のカルデラと龍馬が愛した料亭            | 長崎県 熊本県               |                          |
| 289                      | 08月28日                 | 名残の夏、秋田へ 黄金色の竿燈まつりと蟹三昧の温泉宿                   | 秋田県                      |                          |
| 290                      | 09月04日                 | 花とぶどうの国 山梨へ 武将が愛した秘湯と南アルプス名水巡り            | 山梨県                      |                          |
| 291                      | 09月25日                 | 井上芳雄がゆく世界遺産・日光 東照宮の絢爛と外国人が愛した湖水リゾート | 栃木県                      |                          |
| 292                      | 10月02日                 | SLで旅する秋の熊本 有明海のひょっこり貝と人吉の炭酸秘湯               | 熊本県                      |                          |
| 293                      | 10月09日                 | 秋の美彩スペシャル 青の瀬戸内・紅葉の北海道・金色の新潟               | 広島県 新潟県 北海道        | 2時間SP（21:00 - 22:54） |
| 294                      | 10月23日                 | 四国どまんなか旅 森のモノレールと不思議の里 奥祖谷へ                  | 徳島県                      |                          |
| 295                      | 10月30日                 | 深まる秋の旅ガイド 上高地の絶景紅葉と女王のぶどう                     | 長野県 岡山県               |                          |
| 296                      | 11月06日                 | 秋、おいしい富山・黒部へ とろろ昆布の秘密と黒部峡谷探検ツアー         | 富山県                      |                          |
| 297                      | 11月13日                 | 山紅葉の栃木・那須へ 貴族が愛した蜜リンゴと色づく御用邸の森           | 栃木県                      |                          |
| 298                      | 11月20日                 | 京都 路地裏ワンダーランド 大人の美食三昧と祇園のふしぎな井戸          | 京都府                      |                          |
| 299                      | 11月27日                 | 紅葉の軽井沢から草津へ ジョン･レノンの聖地と楽園温泉めぐり            | 長野県 群馬県               |                          |
| 300                      | 12月04日                 | 北国の紅葉 絶景スペシャル 錦秋の鳴子峡と魚沼の絶品鮭いくら飯          | 宮城県 新潟県               | 通算300回目の放送。      |
| 301                      | 12月11日                 | 冬の大分 城下町めぐり 憧れの厚切りふぐと魅惑のシャンパン温泉          | 大分県                      |                          |
| 302                      | 12月18日                 | 海と山の楽園 山形・庄内 発見！幻の人面魚と巨大プール温泉              | 山形県                      |                          |
| 303                      | 12月25日                 | 開運！憧れのお伊勢参り 最高の松阪牛決定戦と絶景朝熊山めぐり           | 三重県                      |                          |

### 2020年
| 2020年 第304回 - 第334回 | 2020年 第304回 - 第334回 | 2020年 第304回 - 第334回                                              | 2020年 第304回 - 第334回      | 2020年 第304回 - 第334回 |
| 放送 回数                | 放送日                   | 番組内容                                                              | 紹介された 施設の 都道府県    | 備考                     |
| ------------------------ | ------------------------ | --------------------------------------------------------------------- | ----------------------------- | ------------------------ |
| 304                      | 01月08日                 | 高橋一生が旅する奄美大島 島人がつなぐ大島紬と黒糖の楽園               | 鹿児島県                      |                          |
| 305                      | 01月15日                 | 高橋一生が旅する奄美大島 感動！心に響く島唄と美しき島の絶品蟹         | 鹿児島県                      |                          |
| 306                      | 01月22日                 | 冬、霞ヶ浦ぐるり旅 絶景の帆船とサラブレッド駆ける聖地                 | 茨城県                        |                          |
| 307                      | 01月29日                 | 日本一の琵琶湖と信楽焼の里へ 炎が生む緋色の秘密とレトロな町散歩       | 滋賀県                        |                          |
| 308                      | 02月05日                 | 白き雪と温泉の信州へ 豪快！けんか火祭りと世界遺産の巨木宿             | 長野県                        |                          |
| 309                      | 02月12日                 | 冬の岩手 縦断スペシャル 座敷わらしの美肌温泉と藁焼き熟成肉            | 岩手県                        |                          |
| 310                      | 02月19日                 | 春待つ海の長崎へ 夜を彩るランタンと憧れクラシックホテル               | 長崎県                        |                          |
| 311                      | 02月26日                 | 瀬戸康史の尾張城下町めぐり 武将が駆け抜けた地と若き職人たち           | 愛知県                        |                          |
| 312                      | 04月22日                 | 春待ちの北海道へ 疾走！犬ぞりツアーと登別温泉絶景めぐり               | 北海道                        |                          |
| 313                      | 03月11日                 | 縦断！瀬戸内しまなみ海道 村上水軍の鯛料理とうず潮の島々へ             | 広島県 愛媛県                 |                          |
| 314                      | 03月18日                 | 今こそ行きたい日本の名城 天下人が夢見た絶景スペシャル                 | 兵庫県 岐阜県 愛知県          |                          |
| 315                      | 04月15日                 | 春発見！霧島連山へ 桜咲く絶景温泉と神秘の青い池                       | 鹿児島県 宮崎県               |                          |
| 316                      | 04月29日                 | 絶景！にっぽんの青を探して 白神山地・仁淀川…七つの神秘の色物語        | 高知県 徳島県 青森県 長野県   |                          |
| 317                      | 05月06日                 | 富士山ぐるり絶景旅 全部見せます！赤富士・青富士・逆さ富士             | 山梨県 静岡県                 |                          |
| 318                      | 05月27日                 | 初夏の絶景！新緑めぐり 北アルプス天空の秘湯と京都の青もみじ狩り       | 静岡県 京都府 新潟県 群馬県   |                          |
| 319                      | 06月03日                 | もっと知りたい日本の島へ！ 瀬戸内の風待ち港と能登の夏あわび           | 広島県 長崎県 愛知県          |                          |
| 320                      | 06月24日                 | 春夏秋冬 京都町歩き 嵐山の絶景名月と涼風吹く川床の鮎料理              | 京都府                        |                          |
| 321                      | 07月15日                 | 夏の信州 高原の滝めぐり 縄文のビーナスと巨匠が愛した森の絶景          | 長野県                        |                          |
| 322                      | 07月29日                 | 夏の山形 庄内美食めぐり 鳥海山の湧き水岩牡蠣と絶品！酒田ラーメン      | 山形県                        |                          |
| 323                      | 08月12日                 | もっと食べたい！真夏のうなぎ旅 奇跡の天然うなぎと文豪が愛した江戸の味 | 東京都 千葉県 茨城県 埼玉県   |                          |
| 324                      | 09月02日                 | 夏の東京 まさかの秘境旅！ 涼を呼ぶ天空の滝行と奥多摩ナイトサファリ    | 東京都 千葉県 茨城県 埼玉県   |                          |
| 325                      | 09月16日                 | 秋爽やかな わたらせ渓谷鐵道 機関車！廃線！トロッコ！深緑の日光へ      | 群馬県 栃木県                 |                          |
| 326                      | 09月23日                 | にっぽんの漁師町めぐり 蟹・アワビ・のどぐろ！海幸まんぷく旅           | 静岡県 島根県 広島県          |                          |
| 327                      | 09月30日                 | 今こそ新しい秋の山梨とりっぷ 朝焼けの雲海温泉と富士の贅沢キャンプ     | 山梨県                        |                          |
| 328                      | 10月14日                 | 新米がウマイ！秋味の国へ 香り雅な京松茸と極トロ米沢牛                 | 新潟県 山形県 兵庫県 京都府   |                          |
| 329                      | 11月04日                 | 井上芳雄×美保純in秩父 魅惑の着物美人と長瀞ラフティング                | 埼玉県                        |                          |
| 330                      | 11月11日                 | 厳選！にっぽんの絶景紅葉 錦秋の京都・上高地・立山・北海道             | 京都府 奈良県 青森県          |                          |
| 331                      | 11月25日                 | 感動！にっぽんの絶景SP 井上芳雄 高橋一生 瀬戸康史が行く！             | 栃木県 新潟県 広島県          |                          |
| 332                      | 12月02日                 | 空から見る！新しい絶景紅葉 日光から会津 トロッコ列車の旅              | 栃木県 福島県                 |                          |
| 333                      | 12月09日                 | 旨すぎる！にっぽんの美食SP 井上芳雄 高橋一生 瀬戸康史が満腹！         | 京都府 石川県 和歌山県 熊本県 |                          |
| 334                      | 12月23日                 | 冬もみじの京都で旅納め 恋しい湯豆腐！嵐電 世界遺産めぐり              | 京都府                        |                          |

### 2021年1月～9月
| 2021年1月～9月 第335回 - 第348回 | 2021年1月～9月 第335回 - 第348回 | 2021年1月～9月 第335回 - 第348回                                  | 2021年1月～9月 第335回 - 第348回 | 2021年1月～9月 第335回 - 第348回 |
| 放送 回数                        | 放送日                           | 番組内容                                                          | 紹介された 施設の 都道府県       | 備考                             |
| -------------------------------- | -------------------------------- | ----------------------------------------------------------------- | -------------------------------- | -------------------------------- |
| 335                              | 01月06日                         | 開運！にっぽんの丑スペシャル 美人牛・うまい牛・闘う牛が大集合！   | 山梨県 栃木県 三重県 島根県      |                                  |
| 336                              | 01月20日                         | 驚き！にっぽんの職人技SP 井上芳雄 高橋一生 瀬戸康史が初体験       | 鹿児島県 愛知県 京都府           |                                  |
| 337                              | 02月10日                         | 寒いから旨い！真冬の魚祭り 海峡マグロ・寒ブリ・アンコウを食らう   | 青森県 富山県 大分県 茨城県      |                                  |
| 338                              | 02月24日                         | 豪快！男たちの冬祭り 大暴れの鬼たちと炎の攻防戦                   | 奈良県 群馬県 京都府             |                                  |
| 339                              | 03月17日                         | 文豪が愛した名湯めぐり 銀河鉄道の夜・奥の細道・坊っちゃんの舞台へ | 愛媛県 群馬県 兵庫県 岩手県      |                                  |
| 340                              | 03月31日                         | 七つの小京都めぐり 憧れの庭園 粋な花街 伝統菓子                   | 石川県 新潟県 長野県 岐阜県      |                                  |
| 341                              | 04月07日                         | 春！菜の花列車で出発 井上芳雄×紫吹淳 歌う南房総の旅               | 千葉県                           |                                  |
| 342                              | 04月28日                         | 海の京都 ごちそう列車 瀬戸康史×本上まなみ 桜の絶景を行く          | 京都府                           |                                  |
| 343                              | 05月19日                         | 富山で七つの春色さがし 圧巻！雪の大谷と新緑のトロッコ列車         | 富山県                           |                                  |
| 344                              | 06月16日                         | 高原鉄道でゆく！初夏の新潟 井上芳雄×紫吹淳 山と海の絶景探し       | 新潟県                           |                                  |
| 345                              | 06月30日                         | 四国ぐるり 夏の思いで旅 憧れのこんぴらさんと四万十川で川遊び      | 徳島県 高知県 愛媛県 香川県      |                                  |
| 346                              | 07月28日                         | 夏香る長良川鉄道の旅 瀬戸康史×真飛聖 麗しの清流めぐり             | 岐阜県                           |                                  |
| 347                              | 08月25日                         | 納涼！風鈴寺と浜名湖の幻カニ 井上芳雄×紫吹淳 夏の終わりの静岡へ   | 静岡県                           |                                  |
| 348                              | 09月15日                         | でっかい北海道！大満足SP 美食の港町から絶景の世界遺産知床へ       | 北海道                           |                                  |

### 2021年10月～12月
| 2021年10月～12月 第350回 - 第356回 | 2021年10月～12月 第350回 - 第356回 | 2021年10月～12月 第350回 - 第356回                                  | 2021年10月～12月 第350回 - 第356回 | 2021年10月～12月 第350回 - 第356回 | 2021年10月～12月 第350回 - 第356回 |
| 放送 回数                          | 放送日                             | 番組内容                                                            | 紹介された 施設の 都道府県         | 語り                               | 備考                               |
| ---------------------------------- | ---------------------------------- | ------------------------------------------------------------------- | ---------------------------------- | ---------------------------------- | ---------------------------------- |
| 350                                | 10月06日                           | 松下洸平と旅する秋の日光 絢爛豪華な金閣殿と奥日光ハイキング         | 栃木県                             | 松下洸平                           |                                    |
| 351                                | 10月13日                           | おとな旅 鎌倉から箱根へ 開運寺めぐりと極上湯宿ステイ                | 神奈川県                           | 瀬戸康史                           |                                    |
| 352                                | 10月20日                           | 秋日和 飛騨の穴場めぐり 森カフェ遊びと朝市ごはんでピクニック        | 岐阜県                             | 松下洸平                           |                                    |
| 353                                | 10月27日                           | 美味しい！秋の広島へ 尾道レトロと世界遺産クルーズ                   | 広島県                             | 井上芳雄                           |                                    |
| 354                                | 11月17日                           | 湯けむりの別府・湯布院 爽快！湯治デトックスと彩り野菜の宝石箱       | 大分県                             | 瀬戸康史                           |                                    |
| 355                                | 12月15日                           | 倉敷から瀬戸内の離島めぐり ノスタルジックな小学校と島ビールで乾杯！ | 岡山県                             | 松下洸平                           |                                    |
| 356                                | 12月29日                           | 神戸で味わう パンとジャズと温泉と 井上芳雄×大貫祐一郎 ピアノ旅      | 兵庫県                             | 井上芳雄                           | 旅人は大貫祐一郎が担当。           |

### 2022年
| 2022年 第357回 - 第386回 | 2022年 第357回 - 第386回 | 2022年 第357回 - 第386回                                                   | 2022年 第357回 - 第386回      | 2022年 第357回 - 第386回   | 2022年 第357回 - 第386回                 |
| 放送 回数                | 放送日                   | 番組内容                                                                   | 紹介された 施設の 都道府県    | 語り                       | 備考                                     |
| ------------------------ | ------------------------ | -------------------------------------------------------------------------- | ----------------------------- | -------------------------- | ---------------------------------------- |
| 357                      | 01月05日                 | 新春！ご利益いっぱいの出雲へ ほっこり一畑電車と不思議な目玉おやじ          | 島根県                        | 瀬戸康史                   |                                          |
| 358                      | 01月26日                 | 松下洸平が行く巨樹の屋久島 千年の箸・島陶芸・珍味鮨！                      | 鹿児島県                      | 井上芳雄                   | 旅人は松下洸平が担当。                   |
| 359                      | 02月02日                 | 豪華列車でゆくオトナの熊本 絶景天草クルーズと花咲くサンゴの楽園            | 熊本県                        | 瀬戸康史                   |                                          |
| 360                      | 02月09日                 | ストーブ列車で雪深い青森へ 雪見風呂とかわいい冬雑貨がいっぱい！            | 青森県                        | 松下洸平                   |                                          |
| 361                      | 02月16日                 | 冬に咲く美の都 金沢 極上のどぐろ鮨と兼六園の雪吊り                         | 石川県                        | 井上芳雄                   |                                          |
| 362                      | 03月02日                 | ほっこり楽しむ温泉天国 山梨 発見！名湯グランピングと宝石いちご狩り         | 山梨県                        | 瀬戸康史                   |                                          |
| 363                      | 03月16日                 | 黒潮の絶景鉄道で春の高知へ 日本一の雪割り桜と四万十川でサウナ！            | 高知県                        | 瀬戸康史                   |                                          |
| 364                      | 03月23日                 | 憧れの世界遺産 熊野古道へ 梅香る紀州鉄道と島まるごと温泉宿                 | 和歌山県                      | 井上芳雄                   |                                          |
| 365                      | 03月30日                 | 春満開！湖の国 滋賀めぐり 黄金色のお菓子の森と青く輝く信楽焼               | 滋賀県                        | 松下洸平                   |                                          |
| 366                      | 04月06日                 | 銀河鉄道でゆく手仕事の岩手 職人技！南部ほうきと座敷わらしの宿              | 岩手県                        | 井上芳雄                   |                                          |
| 367                      | 04月13日                 | 大人かわいい奈良めぐり 発見！ミニ仏像と満開！吉野の千本桜                  | 奈良県                        | 松下洸平                   |                                          |
| 368                      | 04月27日                 | 長崎 春の名物めぐり 秘蜜の桃カステラと島原の旬彩ごはん                     | 長崎県                        | 瀬戸康史                   |                                          |
| 369                      | 05月04日                 | 穴場だらけ！桜色の鳥取へ 幸せの麒麟獅子と日本一の絶壁国宝                  | 鳥取県                        | 井上芳雄                   |                                          |
| 370                      | 05月18日                 | カラフル富山は絶景いっぱい！ 日本一のチューリップと感動！雪の大谷          | 富山県                        | 松下洸平                   |                                          |
| 371                      | 06月01日                 | 初夏の九州！玄界灘 絶景ドライブ 博多祇園山笠の技・糸島の美食宿・呼子のイカ | 佐賀県                        | 井上芳雄                   |                                          |
| 372                      | 06月15日                 | 花と鳥の楽園 上高地へ 安曇野アートと朝焼けの北アルプス                     | 長野県                        | 瀬戸康史                   |                                          |
| 373                      | 06月29日                 | 夏の能登と世界遺産 五箇山へ 里海を行く！のと鉄道と合掌造りの休日           | 石川県 富山県                 | 松下洸平                   |                                          |
| 374                      | 07月13日                 | 夏、輝きの伊勢志摩へ かわいい金魚真珠と朝霧のお伊勢さん                    | 三重県                        | 井上芳雄                   |                                          |
| 375                      | 07月27日                 | 夏 衹園祭の京都へ 2時間SP！涼を感じる7つの旅スタイル                       | 京都府                        | 瀬戸康史                   | 2時間SP（21:00 - 22:54）                 |
| 376                      | 08月17日                 | 真夏の楽園 北海道へ 海鮮山盛り！函館とニセコで大冒険                       | 北海道                        | 松下洸平                   |                                          |
| 377                      | 09月07日                 | ちょっとディープな信州へ 瀬戸康史×小手伸也 古代ロマンの旅                  | 長野県                        | 瀬戸康史                   | 旅人は小手伸也が担当。                   |
| 378                      | 09月21日                 | 日本の絶景と美食ベスト9 1年の旅をギュッとまとめましたSP                    | 富山県 福岡県 和歌山県 山梨県 | 井上芳雄 瀬戸康史 松下洸平 |                                          |
| 379                      | 10月05日                 | 新米の季節！日本一の新潟魚沼へ 美酒の湯宿とアートで巡る里山さんぽ          | 新潟県                        | 松下洸平                   | この放送で番組開始から10周年が経過した。 |
| 380                      | 10月19日                 | 秋！丹波篠山から森の京都へ 歌う地酒・日本一の黒豆・丹波栗スイーツ          | 兵庫県                        | 井上芳雄                   |                                          |
| 381                      | 11月02日                 | 伊豆半島、秘密の湯めぐり 鎌倉殿の秘宝と浮かぶ癒し温泉                      | 静岡県                        | 瀬戸康史                   |                                          |
| 382                      | 11月09日                 | キラリ！宝石と温泉の国 山梨神の手が磨く水晶と名湯グランピング              | 山梨県                        | 瀬戸康史                   |                                          |
| 383                      | 11月16日                 | 絶景！東北の紅葉めぐり 角館・乳頭温泉郷・奥入瀬・八甲田                    | 秋田県 青森県                 | 松下洸平                   |                                          |
| 384                      | 11月30日                 | 紅葉に染まる会津鉄道 裏磐梯から奥会津 燃える秋の山々へ                     | 福島県                        | 瀬戸康史                   |                                          |
| 385                      | 12月14日                 | 奇跡の絶景！冬の北陸 おとな旅 雲海に輝く城と洞窟に眠る熟成酒               | 福井県 福島県                 | 井上芳雄                   |                                          |
| 386                      | 12月28日                 | 冬の京都で旅おさめ 名残の紅葉めぐりと燃える! すっぽん鍋                    | 京都府                        | 松下洸平                   |                                          |

### 2023年
| 2023年 第387回 - 第412回 | 2023年 第387回 - 第412回 | 2023年 第387回 - 第412回                                                     | 2023年 第387回 - 第412回   | 2023年 第387回 - 第412回 | 2023年 第387回 - 第412回                   |
| 放送 回数                | 放送日                   | 番組内容                                                                     | 紹介された 施設の 都道府県 | 語り                     | 備考                                       |
| ------------------------ | ------------------------ | ---------------------------------------------------------------------------- | -------------------------- | ------------------------ | ------------------------------------------ |
| 387                      | 01月04日                 | 新春！瀬戸内のご利益めぐり 開運のうさぎ島と今治の美人湯                      | 愛媛県                     | 井上芳雄                 |                                            |
| 388                      | 01月25日                 | 冬、雪降る草津から軽井沢へ 熱い湯めぐりと大雪原で極寒キャンプ                | 群馬県 長野県              | 瀬戸康史                 |                                            |
| 389                      | 02月15日                 | 長崎・五島列島SP！前編 松下洸平×wacci 橋口洋平 ほっこり旅                    | 長崎県                     | 松下洸平                 | 旅人は橋口洋平（Wacci）が担当。            |
| 390                      | 02月22日                 | 長崎・五島列島SP！後編 松下洸平×wacci 橋口洋平 ほっこり旅                    | 長崎県                     | 松下洸平                 | 旅人は橋口洋平（Wacci）が担当。            |
| 391                      | 03月08日                 | 小さな春の京都遺産 憧れのゲームホテルと鴨川で彩り弁当                        | 京都府                     | 井上芳雄                 |                                            |
| 392                      | 03月29日                 | 井上芳雄の酒旅2時間SP 絶景と名湯と呑んべえが愛する9つの美酒                  | 大分県 鹿児島県 宮崎県     | 井上芳雄                 | 2時間SP（21:00 - 22:54）                   |
| 393                      | 04月05日                 | 春満開！菜の花列車で房総横断 香るハーブの楽園とモチモチの初ガツオ            | 千葉県                     | 瀬戸康史                 |                                            |
| 394                      | 04月19日                 | 発見！大阪ミライ旅行 大都会のサファリパークと太陽の塔のナゾ                  | 大阪府                     | 松下洸平                 |                                            |
| 395                      | 05月10日                 | 瀬戸康史×山内圭哉in福岡！前編 ふるさと珍道中〜博多前寿司・貴族の牛乳・百花蜜 | 福岡県                     | 瀬戸康史                 | 2人ともロケに参加。                        |
| 396                      | 05月17日                 | 瀬戸康史×山内圭哉in福岡！後編 ふるさと珍道中〜博多曲物・桜テラス・赤崎牛     | 福岡県                     | 瀬戸康史                 | 2人ともロケに参加。                        |
| 397                      | 05月31日                 | 名古屋から海へ！島へ！ 熱田神宮の笑う奇祭と日本一の酒場                      | 愛知県                     | 井上芳雄                 |                                            |
| 398                      | 06月28日                 | 新緑まばゆい美の都、金沢 茶屋街さんぽとイカす寿司タクシー                    | 石川県                     | 松下洸平                 |                                            |
| 399                      | 07月19日                 | 松下洸平が行く！出雲 前編 初体験！しじみ漁・民藝の器・美人湯                 | 島根県                     | 瀬戸康史                 | 旅人は松下洸平が担当。 通算400回目の放送。 |
| 400                      | 07月26日                 | 松下洸平が行く！出雲 後編 癒しの奥出雲と秘密のパワースポットめぐり           | 島根県                     | 瀬戸康史                 | 旅人は松下洸平が担当。 通算400回目の放送。 |
| 401                      | 08月02日                 | 夏の山形ひんやり旅 憧れ！竜王の将棋旅館と満開の紅花                          | 山形県                     | 井上芳雄                 |                                            |
| 402                      | 08月16日                 | 夏旅！横浜･鎌倉･三浦半島へ 爽快！海中乗馬と奇祭･和装美人のお札まき           | 神奈川県                   | 松下洸平                 |                                            |
| 403                      | 08月30日                 | 絶景!夏の北アルプスへ 天空の花園白馬と黒部ダムのハート放水                   | 富山県 長野県              | 瀬戸康史                 |                                            |
| 404                      | 09月13日                 | 夏の絶景王国 北海道へ 感動!美瑛の夕陽と富良野の踊るへそ祭り                  | 北海道                     | 井上芳雄                 |                                            |
| 405                      | 09月27日                 | 夏の終わり 爛漫の高知へ 初体験!カツオの新子とポップなお遍路寺                | 高知県                     | 松下洸平                 |                                            |
| 406                      | 10月11日                 | 秋空の秘湯ハイキング 新潟のカニ天国と奥鬼怒の五色の湯                        | 栃木県                     | 瀬戸康史                 |                                            |
| 407                      | 10月25日                 | 紅葉の栗駒山から名月の松島へ 山を染める錦の絨毯とレトロバス散歩              | 宮城県                     | 松下洸平                 |                                            |
| 408                      | 11月08日                 | キラリ☆鏡の国 香川へ 発見！ウユニ塩湖と憧れのこんぴらさん                    | 香川県                     | 井上芳雄                 |                                            |
| 409                      | 11月22日                 | 小豆島はオリーブと妖怪の島!? 瀬戸康史×真飛聖 秋味の旅                        | 香川県                     | 瀬戸康史                 | 旅人は真飛聖が担当。                       |
| 410                      | 12月6日                  | お魚天国！西伊豆ダイビング 松下洸平×浅利陽介 にっこり旅                      | 静岡県                     | 松下洸平                 | 旅人は浅利陽介が担当。                     |
| 411                      | 12月13日                 | 風に吹かれて有田から佐賀へ 絶景!大空を彩る熱気球と美酒の宿                   | 佐賀県                     | 井上芳雄                 |                                            |
| 412                      | 12月27日                 | 金沢･富山で冬のご褒美旅 三度旨い!のどぐろ飯と絶景!雨晴海岸の気嵐             | 石川県 富山県              | 瀬戸康史                 |                                            |

### 2024年
| 2024年 第413回 - 第438回 | 2024年 第413回 - 第438回 | 2024年 第413回 - 第438回                                                               | 2024年 第413回 - 第438回    | 2024年 第413回 - 第438回 | 2024年 第413回 - 第438回                                                         |
| 放送 回数                | 放送日                   | 番組内容                                                                               | 紹介された 施設の 都道府県  | 語り                     | 備考                                                                             |
| ------------------------ | ------------------------ | -------------------------------------------------------------------------------------- | --------------------------- | ------------------------ | -------------------------------------------------------------------------------- |
| 413                      | 01月10日                 | 冬のリゾート沖縄へ! 前編 井上芳雄×はいだしょうこ ハイサイ旅                            | 沖縄県                      | 井上芳雄                 | 旅人ははいだしょうこが担当。                                                     |
| 414                      | 01月17日                 | 冬のリゾート沖縄へ! 後編 井上芳雄×はいだしょうこ ハイサイ旅                            | 沖縄県                      | 井上芳雄                 | 旅人ははいだしょうこが担当。                                                     |
| 415                      | 01月31日                 | 信州 善光寺から渋温泉へ 瀬戸康史×東啓介 懐かしの湯の町めぐり                           | 長野県                      | 瀬戸康史                 | 旅人は東啓介が担当。                                                             |
| 416                      | 02月21日                 | 日本のはじまりの地 淡路島へ 瀬戸康史×小手伸也 新玉ねぎとうず潮ロマン                   | 兵庫県                      | 瀬戸康史                 | 旅人は小手伸也が担当。                                                           |
| 417                      | 02月28日                 | 純白の秋田 鉄道トリップ 雪の絶景!樹氷・かまくら・きりたんぽ                            | 秋田県                      | 松下洸平                 |                                                                                  |
| 418                      | 03月20日                 | 北陸新幹線で行く春の福井 開運！黒龍神社・敦賀ふぐ・銘酒BAR                             | 福井県                      | 井上芳雄                 |                                                                                  |
| 419                      | 04月03日                 | 熊本ノスタルジー、山鹿へ 松下洸平×wacci橋口洋平 ゆるっと旅                             | 熊本県                      | 松下洸平                 | 旅人は橋口洋平（Wacci）が担当。                                                  |
| 420                      | 04月17日                 | トキメク春の桃源郷 山梨へ 桜と富士と南アルプスの美酒                                   | 山梨県                      | 井上芳雄                 |                                                                                  |
| 421                      | 05月15日                 | 麗しの桜旅 in福島 会津 旨い！本場 喜多方ラーメンと涼やかな川床宿                       | 福島県                      | 瀬戸康史                 |                                                                                  |
| 422                      | 05月29日                 | 空飛ぶ！しまなみ海道サイクリング 松下洸平×丸山智己 美味しい島めぐり                    | 広島県                      | 松下洸平                 | 旅人は丸山智己が担当。                                                           |
| 423                      | 06月12日                 | 夏が来た! リゾート王国・宮崎 井上芳雄×甲斐翔真 パワースポット旅                        | 宮崎県                      | 井上芳雄                 | 旅人は甲斐翔真が担当。                                                           |
| 424                      | 07月03日                 | 豪華列車で行く京都・奈良 藤原氏の青い秘宝と城下町金魚ミュージアム                      | 京都府 奈良県               | 瀬戸康史                 |                                                                                  |
| 425                      | 07月10日                 | 絶景！満腹！山形で夏休み 米沢牛•山寺•蔵王温泉•ジンギスカン                             | 山形県                      | 松下洸平                 |                                                                                  |
| 426                      | 07月24日                 | 夏の朝、知らない京都へ 貴船川床の鱧しゃぶと南禅寺ヒミツの庭園                          | 京都府                      | 瀬戸康史                 |                                                                                  |
| 427                      | 08月07日                 | 瀬戸康史×生見愛瑠 高知くるり旅！前編 挑戦！ホクホク芋掘りと極薄パリパリ屋台餃子        | 高知県                      | 井上芳雄                 | 旅人は瀬戸康史と生見愛瑠が担当。                                                 |
| 428                      | 08月14日                 | 瀬戸康史×生見愛瑠 高知くるり旅！後編 久礼のもっちりカツオとキラリ仁淀川アイス          | 高知県                      | 井上芳雄                 | 旅人は瀬戸康史と生見愛瑠が担当。                                                 |
| 429                      | 09月04日                 | 世界が注目! 西の京･山口へ フラダンスの島と回る金魚ちょうちん祭り                       | 山口県                      | 松下洸平                 |                                                                                  |
| 430                      | 09月18日                 | 井上芳雄の酒場放浪記in北海道 絶景！海鮮丼・クラフトビール・青の洞窟                    | 北海道                      | 瀬戸康史 井上芳雄        | 旅人は井上芳雄のみ担当。                                                         |
| 431                      | 09月25日                 | 井上芳雄の旨いに乾杯in北海道 挑戦！小樽の吹き硝子とニセコの有機野菜ピザ                | 北海道                      | 瀬戸康史 井上芳雄        | 旅人は井上芳雄のみ担当。                                                         |
| 432                      | 10月09日                 | ぶらり紅葉の北アルプス･立山へ 富山イタリアンとジョブズが愛した陶器                     | 富山県                      | 井上芳雄                 |                                                                                  |
| 433                      | 10月23日                 | 秋が美味しい！世界遺産の島•佐渡 天然記念物トキの新米と舞い踊る鬼太鼓                   | 新潟県                      | 松下洸平                 |                                                                                  |
| 434                      | 11月06日                 | 絢爛豪華!秋の大祭･長崎くんち とろける和牛すき焼きと本場ちゃんぽん                      | 長崎県                      | 瀬戸康史                 |                                                                                  |
| 435                      | 11月20日                 | 井上芳雄・瀬戸康史・松下洸平がゆく ゆるり茨城ドライブと日本一の栗拾い                  | 茨城県                      | 井上芳雄                 | メンバー全員がロケに参加。                                                       |
| 436                      | 11月27日                 | 井上芳雄・瀬戸康史・松下洸平in茨城 蕎麦打ち対決と浴衣で語る癒しの宿                    | 茨城県                      | 井上芳雄                 | メンバー全員がロケに参加。                                                       |
| 437                      | 12月18日                 | 憧れ列車で行くマニアック日光 初公開!青い秘仏と北斎が見た絶景の滝                       | 栃木県                      | 松下洸平                 |                                                                                  |
| 438                      | 12月25日                 | 号外！井上芳雄・瀬戸康史・松下洸平の3人旅 全部見せます！未公開シーンと今年の絶景・美食 | 長崎県 山形県 福島県 茨城県 | 井上芳雄                 | 2024年11月20日（第436回）と同月27日（第437回）放送分の未公開映像と総集編を放送。 |

### 2025年
| 2025年 第439回 - | 2025年 第439回 - | 2025年 第439回 -                                                       | 2025年 第439回 -           | 2025年 第439回 - | 2025年 第439回 -                   |
| 放送 回数        | 放送日           | 番組内容                                                               | 紹介された 施設の 都道府県 | 語り             | 備考                               |
| ---------------- | ---------------- | ---------------------------------------------------------------------- | -------------------------- | ---------------- | ---------------------------------- |
| 439              | 01月08日         | 秘湯!名湯!開運カラフル温泉 塩原温泉･鎌先温泉･白骨温泉でパワーチャージ  | 宮城県 栃木県 長野県       | 瀬戸康史         |                                    |
| 440              | 01月22日         | 冬ぽかぽかの静岡へ オクシズの縁側カフェと真っ黒おでん                  | 静岡県                     | 松下洸平         |                                    |
| 441              | 02月05日         | 井上芳雄×大貫祐一郎 in 松本 楽都で歌う瑠璃色の地球と美酒放浪記         | 長野県                     | 井上芳雄         | 旅人は井上芳雄と大貫祐一郎が担当。 |
| 442              | 02月19日         | 雪の白川郷ノスタルジー 瀬戸康史×丸山智己 合掌造りの里あそび            | 岐阜県                     | 瀬戸康史         | 旅人は丸山智己が担当。             |
| 443              | 03月12日         | 流氷覆うオホーツク海･知床へ 松下洸平×白洲迅 ウニと秘湯とラーメンと     | 北海道                     | 松下洸平         | 旅人は白洲迅が担当。               |
| 444              | 03月26日         | べらぼう！東京アート旅 蔦重プロデュースの団扇とオトナ江戸前鮨          | 東京都                     | 瀬戸康史         |                                    |
| 445              | 04月09日         | 松下洸平 感動の西表島へ！前編 原付バイクでのんびり 美食と絶景探し      | 沖縄県                     | 井上芳雄         | 旅人は松下洸平が担当。             |
| 446              | 04月16日         | 松下洸平 感動の西表島へ！後編 夢のマングローブカヤックと神秘の滝       | 沖縄県                     | 井上芳雄         | 旅人は松下洸平が担当。             |
| 447              | 04月30日         | 春待ちわびる青森へ 松下洸平×wacci橋口洋平 津軽編                       | 青森県                     | 松下洸平         | 旅人は橋口洋平（Wacci）が担当。    |
| 448              | 05月07日         | 春待ちわびる青森へ 松下洸平×wacci橋口洋平 青春編                       | 青森県                     | 松下洸平         | 旅人は橋口洋平（Wacci）が担当。    |
| 449              | 05月28日         | まるで初めて！鹿児島楽園めぐり 愉快なビーチ競馬とダム湖に沈む遺跡      | 鹿児島県                   | 瀬戸康史         |                                    |
| 450              | 06月04日         | 高知から徳島へ ふたつの岬物語 線路を走る謎のバスと女将の焙煎コーヒー宿 | 徳島県                     | 井上芳雄         |                                    |
| 451              | 06月25日         | 今、新しい！初夏の那須高原へ レトロ街のおしゃれカフェとアートな名湯宿  | 栃木県                     | 松下洸平         |                                    |
| 452              | 07月09日         | ローカル線にゆられ夏の信州へ 解禁！千曲川の香鮎と大正ロマンの湯宿      | 長野県                     | 井上芳雄         |                                    |
| 453              | 07月23日         | うまいぞ！新潟まるかじり 瀬戸康史×近藤頌利 海のサウナと秘密基地        | 新潟県                     | 瀬戸康史         | 旅人は近藤頌利が担当。             |
| 454              | 08月06日         | 絶景！北アルプス 夏の上高地へ 奥飛騨の秘境温泉と山岳ホテルの薪火料理   | 岐阜県                     | 松下洸平         |                                    |
| 455              | 08月20日         | ♪夏メロに誘われて福岡へ 井上芳雄×はいだしょうこ 歌う港町               | 福岡県                     | 井上芳雄         | 旅人ははいだしょうこが担当。       |

## スタッフ
2025年1月現在
- 構成：柴崎明久
- 撮影：諸頭昇、勝見浩幸、水兼大作、菅原裕也、榎本茂義、横手友昭、藤澤英二、岩戸雄一郎、古市温、保延欣也、仲島秀男、五島充哉、大城学　ほか【週替り】
- VE：奥山雅章、橋本広、涌田真也、三田村和樹、土屋貴資、板橋正道、石川歩、岩永雅人、松本学、碓井菜都稀 ほか【週替り】
- CA：山田有紗
- 編集：土山裕美
- EED：志村勇介
- MA：石井淳史、岩下順、東口智大、長谷雄智宏【週替り】
- 音響効果：大庭秀夫
- デザイン：IT IS DESIGN
- CG：パイオニア企画
- WEB制作：清水さやか、舘しほり
- サブディレクター：白井萌衣、谷川なつ、前田陸斗、大野栞、木暮望海【週替り】
- ディレクター：新宮原敦、温井佳未、小林信子【週替り】
- チーフディレクター：深澤由香
- プロデューサー：渡部織映
- 制作プロデューサー：髙安恵司
- 製作著作：TBS SPARKLE（旧 TBS VISION）、BS-TBS

### 過去スタッフ
- 撮影：水谷奨、杉村智司 ほか【週替り】
- 編集：飯田直美
- EED：早坂裕、斎田秀幸 ほか【週替り】
- MA：松元祐二
- 音響効果：宮川亮
- デザイン：伊丹友広（IT IS DESIGN）
- サブディレクター：石川珠美、佐々木宇依【週替り】
- ディレクター：天田誠、中田真【週替り】
- 演出：生越明美、小川秀三朗
- 総合演出・プロデューサー：青柳朋子
- プロデューサー：深澤彩、寺内重孝
- 制作プロデューサー：牛久保剣、黒木彩香、吉田啓良